# Денежная реформа в Чехословакии 1953 года

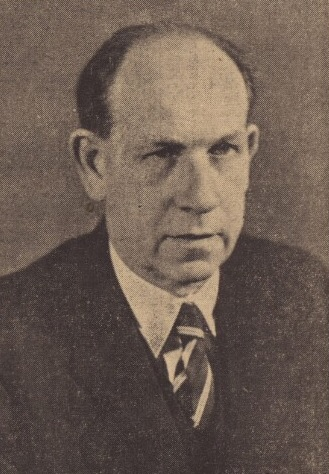
Президент Антонин Запотоцкий

Денежная реформа в Чехословакии 1953 года — денежная реформа чехословацкой кроны, проведённая 1 июня 1953 года, с помощью которой правительство пыталось добиться девальвации валюты, решить проблему карточной системы, остановить чёрный рынок, а также сократить соотношение спроса и плохого послевоенного предложения. Тогдашнее правительство представило реформу как победу «трудящихся» и «удар по буржуазии», однако результатом неё стало обесценивание сбережений, конфискация срочных вкладов всего населения и снижение уровня жизни. Списание государственных долгов перед населением фактически означало банкротство государства.

## События предшествовавшие реформе
В начале 1950-х годов, через несколько лет после окончания Второй мировой войны и вскоре после прихода к власти Коммунистической партии Чехословакии, страна переживала глубокий экономический кризис. На рынке ощущался дефицит потребительских товаров, поэтому их распределение было нормированным (причём это было введено немецкой оккупационной властью в 1939 году), и населению некуда было применить свою покупательную способность. Несмотря на то, что экономика страны росла головокружительными темпами, это было обусловлено вовлеченностью страны в структуры стран, входивших в сферу влияния СССР, поскольку 32% машиностроительной продукции направлялось на военные нужды, а половина всех инвестиций направлялась на развитие тяжёлого машиностроения. Проведя денежную реформу, государство могло изъять у граждан деньги, за которые ему нечего было им предложить.
В 1950 году Советский Союз прекратил привязку рубля к доллару. Чехословацкая денежная реформа 1953 года была также связана с привязкой кроны к рублю, в то время как в странах Запада сохранялась Бреттон-Вудская система с привязкой западных валют к доллару. Привязка валют благоприятствовала рублю и доллару.
Денежная реформа была начата в понедельник 1 июня 1953 года, несмотря на  все заявления президента Антонина Запотоцкого, который вечером в пятницу 29 мая заверял общественность в своей радиопередаче, что «наша валюта стабильна и никакой денежной реформы не будет, это все слухи, распространяемые классовыми врагами» («naše měna je pevná a měnová reforma nebude, všechno jsou to fámy, které šíří třídní nepřátelé»). Позднее чешский историк и политик Зденек Йирасек усомнился в том, что подобное обращение было. По словам архивариуса Ричарда Магела, коммунисты могли уничтожить запись речи. В субботу 30 мая после пяти часов вечера премьер-министр Вильям Широкий объявил по радио, что существующие банкноты будут действительны только до конца месяца. С 1 июня их заменили новыми, которые были заранее отпечатаны в Советском Союзе.

## Суть и последствия реформы
Заработная плата и цены были пересчитаны в соотношении 5:1. Наличность в размере до 300 чехословацких крон на человека конвертировались в соотношении 5:1 (но только для лиц, не использующих наемный труд), для всех остальных форм (включая наличные деньги юридических лиц) уже было соотношение 50 крон старых денег на 1 крону новых денег. Такое же соотношение 1:50 использовалось для почтовых марок, действительных до 18 июня. С 19 июня вступили в силу вновь выпущенные марки.
Вклады физических лиц в финансовых учреждениях до 5000 крон включительно конвертировались в соотношении 5 крон старых денег за 1 крону новых денег, более крупные вклады до 10 000 крон — в соотношении 6,25:1, вклады до 20 000 крон — в соотношении 10:1, до 50 000 крон — в соотношении 25:1 и выше — в соотношении 30:1, вклады, внесенные на новые сберегательные книжки после 16 мая 1953 года, конвертировались в соотношении 50:1. Депозиты на счетах рабочих и должностных лиц из обычных сбережений компании конвертировались в соотношении 5:1. Премии по страхованию жизни были пересчитаны в соотношении 20:1. Остатки на счетах государственных организаций и некоторых единых сельскохозяйственных кооперативах (III и IV типов) пересчитывались в соотношении 5:1. Остатки на счетах частных предприятий конвертировались в соотношении 50:1, за исключением суммы, не превышающей размер выплаченной заработной платы за предыдущий месяц, когда эта часть конвертировалась в соотношении 5:1.
Срочные вклады, возникшие в результате денежной реформы 1945 года, обязательства по внутренним ценным бумагам, выпущенным до 1945 года, а также обязательства по государственным облигациям и облигациям других финансовых учреждений, выпущенным после 1945 года, были полностью аннулированы без компенсации.
В среднем общая конверсия составила 10:1 (вклады в государственном сберегательном банке до денежной реформы 9 000 000 крон, после конверсии 930 000 крон). Объем наличных денег в обращении резко сократился с примерно 52 миллиардов старых крон до 1,4 миллиарда новых, т.е. примерно 37:1.
Большинство населения восприняло реформу как крупное воровство, тем более, что члены коммунистической партии часто получали более выгодный обменный курс, который не был привязан к сумме кредита. В некоторых городах после реформы произошли беспорядки, особенно среди рабочих. Наибольшее сопротивление вызвала денежная реформа в Пльзене, где её последствия ещё больше усугублялись тем фактом, что Škoda Plzeň намеренно выплатила заработную плату до реформы. Беспорядки были подавлены силой. Для достижения своих целей денежная реформа нанесла ущерб большому числу мелких и крупных вкладчиков, торговцев и коммерсантов, которые потеряли свой оборотный капитал.

### Сравнение цен
| Товар                | Количество | 1937 год | 1952 год           | 1952 год        | июнь 1953 года | 1954 год | 1955 год |
| Товар                | Количество | 1937 год | регулируемый рынок | свободный рынок | июнь 1953 года | 1954 год | 1955 год |
| Хлеб                 | 1 кг       | 2,25     | 8                  | 16              | 2,80           | 2,60     | 2,60     |
| Рогалик              | 1 кг       | 5,90     | 37,70              | 56,60           | 8,30           | 6,60     | 6,60     |
| Говяжья задняя часть | 1 кг       | 17       | 48                 | 200             | 25             | 25       | 25       |
| Сливочное масло      | 1 кг       | 16,50    | 80                 | 450             | 44             | 42       | 42       |
| Рис                  | 1 кг       | 3,05     | 40                 | 300             | 28             | 19       | 16       |
| Кусковой сахар       | 1 кг       | 6,35     | 15,70              | 140             | 14             | 11       | 11       |
| Кофе                 | 1 кг       | 36       | …                  | 1500            | 300            | 240      | 240      |
| Ром                  | 1 литр     | 19       | …                  | 430             | 68             | 57,60    | 57,60    |

### Международно-политические последствия
Поскольку денежная реформа была проведена без предварительного согласия Международного валютного фонда, членство Чехословакии в этой организации было прекращено в 1954 году после давления за непредоставление требуемых данных. Членство было восстановлено после падения коммунистического режима в 1990 году. Привязка кроны к рублю была заменена девальвацией кроны и фиксированным обменным курсом к доллару.